# アリとキリギリス (映画)
「アリとキリギリス」（The Grasshopper and the Ants）（旧題：こほろぎと蟻）は1934年のアメリカ合衆国のアニメ映画。ストーリーは「アリとキリギリス」と同様であるが、キリギリスが終盤で改心するという点が含まれている。

## 上映データ
| 公開日 上映時間 | 1934年（昭和9年） | 2月10日      | アメリカ合衆国 |  |
| サイズ          | カラー            | スタンダード |                |  |

## 声の出演
| キリギリス | ピント・コルヴィッグ |

## スタッフ
| 製作 | ウォルト・ディズニー、ロイ・O・ディズニー |
| 原作 | アイソーポス「イソップ寓話」              |
| 監督 | ウィルフレッド・ジャクソン                |
| 制作 | ウォルト・ディズニー・プロダクション      |